# Zatrephes funebris
Zatrephes funebris är en fjärilsart som beskrevs av De Toulgoët 1987. Zatrephes funebris ingår i släktet Zatrephes och familjen björnspinnare. Inga underarter finns listade i Catalogue of Life.